# Habropogon hauseri
Habropogon hauseri là một loài ruồi trong họ Asilidae. Habropogon hauseri được Hradský & Geller-Grimm miêu tả năm 2005. Loài này phân bố ở vùng Cổ Bắc giới.